# Bernd Leno
Bernd Leno (Bietigheim-Bissingen, 4 maart 1992) is een Duits doelman in het betaald voetbal. Hij verruilde Arsenal in augustus 2022 voor Fulham, dat circa 4 miljoen euro voor hem betaalde. Leno debuteerde in 2016 in het Duits voetbalelftal.

## Clubcarrière

### VfB Stuttgart
Leno maakte van 2003 tot en met 2009 deel uit van de jeugdopleiding van VfB Stuttgart. Na ook twee jaar in het tweede elftal daarvan tekende hij op 17 mei 2011 een contract tot medio 2014 bij de club. Een debuut in het eerste elftal bleef niettemin uit.

### Bayer Leverkusen
Stuttgart verhuurde Leno op 10 augustus 2011 voor vijf maanden aan Bayer 04 Leverkusen. Na afloop van deze periode vertrok hij definitief naar Leverkusen. Hij was er vanaf zijn komst eerste doelman. Hij was pas de derde doelman op dat moment die bij zijn eerste drie wedstrijden in de Bundesliga de nul hield. Op 13 september 2011 werd hij tegen Chelsea de jonge Duitse keeper ooit om een wedstrijd in de Champions League te spelen. In november 2011 nam Bayer Leverkusen Leno definitief over van Stuttgart. Hij keepte in zeven seizoenen meer dan 300 wedstrijden voor de club. Ook speelde hij voor Leverkusen in zowel de UEFA Champions League als de Europa League.

### Arsenal
Leno verruilde Bayer 04 Leverkusen in juli 2018 voor Arsenal, dat circa €25.000.000,- voor hem betaalde. Hij debuteerde in de Premier League tegen Watford FC nadat eerste doelman Petr Čech geblesseerd was geraakt. Die basisplaats stond hij dat seizoen niet meer af. Ook de twee seizoenen erop was Leno onomstreden. In het seizoen 2021/22 was Leno tweede doelman achter nieuwe aankoop Aaron Ramsdale.

### Fulham
In de zomer van 2022 werd Leno door Arsenal verkocht aan stadsgenoot Fulham, dat 3,6 miljoen euro voor hem betaalde. Hij maakte op 20 augustus zijn debuut tegen Brentford en gaf die basisplaats niet meer uit handen. 

## Clubstatistieken
| Seizoen | Club               | Competitie     | Competitie | Competitie | Beker | Beker | Internationaal | Internationaal | Totaal | Totaal |
| Seizoen | Club               | Competitie     | Wed.       | Dlp.       | Wed.  | Dlp.  | Wed.           | Dlp.           | Wed.   | Dlp.   |
| ------- | ------------------ | -------------- | ---------- | ---------- | ----- | ----- | -------------- | -------------- | ------ | ------ |
| 2009/10 | VfB Stuttgart II   | 3. Liga        | 16         | 0          | 0     | 0     | 0              | 0              | 16     | 0      |
| 2010/11 | VfB Stuttgart II   | 3. Liga        | 37         | 0          | 0     | 0     | 0              | 0              | 37     | 0      |
| 2011/12 | VfB Stuttgart II   | 3. Liga        | 3          | 0          | 0     | 0     | 0              | 0              | 3      | 0      |
| 2011/12 | → Bayer Leverkusen | Bundesliga     | 16         | 0          | 0     | 0     | 6              | 0              | 22     | 0      |
| 2011/12 | Bayer Leverkusen   | Bundesliga     | 17         | 0          | 0     | 0     | 2              | 0              | 19     | 0      |
| 2012/13 | Bayer Leverkusen   | Bundesliga     | 32         | 0          | 2     | 0     | 6              | 0              | 40     | 0      |
| 2013/14 | Bayer Leverkusen   | Bundesliga     | 34         | 0          | 4     | 0     | 8              | 0              | 46     | 0      |
| 2014/15 | Bayer Leverkusen   | Bundesliga     | 34         | 0          | 4     | 0     | 10             | 0              | 48     | 0      |
| 2015/16 | Bayer Leverkusen   | Bundesliga     | 33         | 0          | 4     | 0     | 12             | 0              | 49     | 0      |
| 2016/17 | Bayer Leverkusen   | Bundesliga     | 34         | 0          | 1     | 0     | 7              | 0              | 42     | 0      |
| 2017/18 | Bayer Leverkusen   | Bundesliga     | 33         | 0          | 5     | 0     | 0              | 0              | 38     | 0      |
| 2018/19 | Arsenal            | Premier League | 32         | 0          | 1     | 0     | 3              | 0              | 36     | 0      |
| 2019/20 | Arsenal            | Premier League | 30         | 0          | 0     | 0     | 2              | 0              | 32     | 0      |
| 2020/21 | Arsenal            | Premier League | 35         | 0          | 4     | 0     | 10             | 0              | 49     | 0      |
| 2021/22 | Arsenal            | Premier League | 4          | 0          | 4     | 0     | 0              | 0              | 8      | 0      |
| 2022/23 | Fulham             | Premier League | 36         | 0          | 1     | 0     | 0              | 0              | 37     | 0      |
| 2023/24 | Fulham             | Premier League | 38         | 0          | 3     | 0     | 0              | 0              | 41     | 0      |
| Totaal  | Totaal             | Totaal         | 464        | 0          | 33    | 0     | 66             | 0              | 563    | 0      |

Bijgewerkt tot en met 24 mei 2024.

## Interlandcarrière
Tussen 2012 en 2014 speelde Leno veertien interlands in het Duits voetbalelftal onder 21. Bondscoach Joachim Löw van het Duits voetbalelftal riep Leno in oktober 2015 op voor de laatste wedstrijden in het kwalificatietoernooi voor het Europees kampioenschap voetbal 2016 tegen Ierland en Georgië. Hij kwam niet in actie. In november 2015 werd Leno opnieuw geselecteerd, voor vriendschappelijke interlands tegen Frankrijk en Nederland, als derde doelman achter Manuel Neuer en Ron-Robert Zieler. In de wedstrijd tegen Frankrijk (2–0 verlies), die doelwit was van een groep terroristen, kwam Leno niet in actie. De wedstrijd tegen Nederland werd door terreurdreiging afgelast. Op 17 mei 2016 werd Leno opgenomen in de selectie van Duitsland voor het Europees kampioenschap 2016 in Frankrijk; in de voorbereidende oefeninterland tegen Slowakije (1–3 nederlaag) maakte hij zijn debuut in het nationaal elftal. Duitsland werd in de halve finale van het EK uitgeschakeld door Frankrijk (0–2), na in de eerdere twee knock-outwedstrijden Slowakije (3–0) en Italië (1–1, 6–5 na strafschoppen) te hebben verslagen. Leno kwam niet in actie. In juni 2017 nam Leno met Duitsland deel aan de FIFA Confederations Cup 2017, die werd gewonnen door in de finale Chili te verslaan (1–0).
| Interlands van Bernd Leno voor Duitsland | Interlands van Bernd Leno voor Duitsland | Interlands van Bernd Leno voor Duitsland | Interlands van Bernd Leno voor Duitsland | Interlands van Bernd Leno voor Duitsland | Interlands van Bernd Leno voor Duitsland | Interlands van Bernd Leno voor Duitsland |
| №                                        | Datum                                    | Wedstrijd                                | Uitslag                                  | Soort wedstrijd                          | Doelpunten                               |                                          |
| Als speler bij Bayer 04 Leverkusen       | Als speler bij Bayer 04 Leverkusen       | Als speler bij Bayer 04 Leverkusen       | Als speler bij Bayer 04 Leverkusen       | Als speler bij Bayer 04 Leverkusen       | Als speler bij Bayer 04 Leverkusen       | Als speler bij Bayer 04 Leverkusen       |
| ---------------------------------------- | ---------------------------------------- | ---------------------------------------- | ---------------------------------------- | ---------------------------------------- | ---------------------------------------- | ---------------------------------------- |
| 1.                                       | 29 mei 2016                              | Duitsland – Slowakije                    | 1 – 3                                    | Vriendschappelijk                        |                                          |                                          |
| 2.                                       | 31 augustus 2016                         | Duitsland – Finland                      | 2 – 0                                    | Vriendschappelijk                        |                                          |                                          |
| 3.                                       | 15 november 2016                         | Italië – Duitsland                       | 0 – 0                                    | Vriendschappelijk                        |                                          |                                          |
| 4.                                       | 26 maart 2017                            | Azerbeidzjan – Duitsland                 | 1 – 4                                    | Kwalificatie EK 2020                     |                                          |                                          |
| 5.                                       | 19 juni 2017                             | Australië – Duitsland                    | 2 – 3                                    | Confederations Cup                       |                                          |                                          |
| 6.                                       | 8 oktober 2017                           | Duitsland – Azerbeidzjan                 | 5 – 1                                    | Kwalificatie EK 2020                     |                                          |                                          |
| Als speler bij Bayer 04 Leverkusen       |                                          |                                          |                                          |                                          |                                          |                                          |
| 7.                                       | 6 september 2020                         | Zwitserland – Duitsland                  | 1 – 1                                    | Nations League Divisie A                 |                                          |                                          |
| 8.                                       | 7 oktober 2020                           | Duitsland – Turkije                      | 3 – 3                                    | Vriendschappelijk                        |                                          |                                          |
| 9.                                       | 2 september 2021                         | Liechtenstein – Duitsland                | 0 – 2                                    | Kwalificatie WK 2022                     |                                          |                                          |

Bijgewerkt op 2 november 2021.